# Liste der Bischöfe von Waterford und Lismore
Die folgenden Personen waren Bischöfe von Waterford und Lismore in Irland:  
| Bischöfe von Waterford - 1096–1135 Máel Ísu Ua hAinmere [Malchus], O.S.B. - vor 1152–... Toistius - 1175–1182 Augustinus Ua Selbaig - vor 1198–1204 Robert I. - 1204–1209 David der Waliser [David „Breathnach“] - 1210–1223 Robert II. - 1223–1225 William Wace - 1227–1232 Walter, O.S.B. - 1232–1250 Stephan, O.S.B. - 1250–1251 Henry - 1252–1254 Philipp - 1255–1271 Walter de Southwell - 1274–1286 Stephen de Fulbourn (danach Erzbischof von Tuam) - 1286–1307 Walter de Fulbourn (vorher Bischof von Meath) - 1308–1322 Matthew - 1323–1337 Nicholas Welifed - 1338–1349 Richard Francis - 1349–1350 Robert Elyot (danach Bischof von Killala) - 1350–1361 Roger Cradock, O.F.M. (danach Bischof von Llandaff) | Bischöfe von Lismore - 764 Ronan - 918 Cormac MacCuillenan - ...–999 Cinneda O’Chonmind - ...–1113 Niall mac Meic Áedacáin - ...–1119 Ua Daighthig - ...–1135 Máel Ísu Ua hAinmere [Malchus], O.S.B. - 1135–ca. 1151 Máel Muire Ua Loingsig († 1159) - 1151–ca. 1179 Gilla Críst Ua Connairche [Christianus], O.Cist. († 1186) - ca. 1179–1202 Felix - 1203–vor 1216 Malachias, O.Cist. - 1216–1218 Thomas I. - 1218–1223 Robert von Bedford - 1228–1246 Griffin Christopher († 1252) - 1246/48–1253 Ailinn Ó Súilleabáin [Alan O’Sullivan], O.P. (vorher Bischof von Cloyne) - 1253–1270 Thomas II. - 1270–1279 John Roche [Rupe] - 1280–1308 Richard Corre - 1309–1321 William Fleming - 1321–1354 John Leynagh [Launaught] - 1358–1363 Thomas le Reve |

Bischöfe von Waterford und Lismore
- Thomas le Reve 1363–1393
- Robert Read, O.P. 1394–1396
- Thomas Sparkford 1396–1397
- John Deping, O.P. 1397–1400
- Thomas Snell 1400–1405
- Roger Appleby, O.S.A. 1405–1409
- John Geese, O.Carm. 1409–1414
- Thomas Colby 1414–1422
- John Geese, O.Carm. 1422–1425
- Richard Cantwell 1426–1446
- Robert Poer 1446–1471
- Richard Martin, O.F.M. 1472–1474
- John Bulcomb 1475–1479
- Nicol Ó hAoncghusa, O.Cist. 1480–1481
- Thomas Purcell 1486–1517
- Nicholas Comyn 1519–1547
- John MacGrath, O.F.M. 1548–1551
- Patrick Walsh 1553–1578
- Patrick Comerford, O.E.S.A. 1628–1652
- John Brennan 1671–1693
- Richard Piers 1696–1739
- Sylvester Louis Lloyd, O.F.M. 1739–1750
- Peter Creagh 1750–1774
- William Egan 1774–1796
- Thomas Hussey 1797–1803
- John Power I. 1804–1816
- Robert Walsh 1817–1821
- Patrick Kelly 1822–1829
- William Abraham 1829–1837
- Nicholas Foran 1837–1855
- Dominic O’Brien 1855–1873
- John Power II. 1873–1887
- Piers Power 1887–1889
- John Egan 1889–1891
- Richard Alfred Sheehan 1891–1915
- Bernard Hackett, C.SS.R. 1916–1932
- Jeremiah Kinane 1932–1943
- Daniel Cohalan 1943–1965
- Michael Russell 1965–1993
- William Lee 1993–2013
- Alphonsus Cullinan 2015–